# 理查茲灣 (沙克爾頓海岸)
83°20′S 168°30′E / 83.333°S 168.500°E
理查茲灣（英語：Richards Inlet）是南極洲的海灣，位於沙克爾頓海岸，處於劉易斯嶺東南面的倫諾克斯金冰川終點，由新西蘭探險隊命名，現時由南極條約體系管理。